# Jati (Cipunagara)
Jati is een bestuurslaag in het regentschap Subang van de provincie West-Java, Indonesië. Jati telt 7701 inwoners (volkstelling 2010).